# 가나가와현 제6구
가나가와현 제6구(일본어: 神奈川県第6区)는 일본의 중의원 선거구이다. 1994년 일본 공직선거법 개정으로 신설되었다.

## 지역
- 요코하마시
  - 아사히구
  - 호도가야구

## 역대 국회의원
| 선거          | 선거          | 의원              | 정당       |
| ------------- | ------------- | ----------------- | ---------- |
|               | 1996년 제41회 | 이케다 모토히사   | 민주당     |
|               | 2000년 제42회 | 이케다 모토히사   | 민주당     |
|               | 2003년 제43회 | 우에다 이사무     | 공명당     |
| 2005년 제44회 |               | 우에다 이사무     | 공명당     |
|               | 2009년 제45회 | 이케다 모토히사   | 민주당     |
|               | 2012년 제46회 | 우에다 이사무     | 공명당     |
| 2014년 제47회 |               | 우에다 이사무     | 공명당     |
|               | 2017년 제48회 | 아오야기 요이치로 | 입헌민주당 |